# Nedre Eiker
Nedre Eiker là một đô thị hạt Buskerud, Na Uy. Nó là một phần của khu vực truyền thống Eiker. Trung tâm hành chính của đô thị này là làng Mjøndalen. Đô thị cũ Eiker đã được chia thành Nedre Eiker và Øvre Eiker ngày 1 tháng 7 năm 1885.
Đô thị này nằm ở phần phía nam của quận hạt Buskerud. Giáp các đô thị của Lier, Drammen, Hof, và Øvre Eiker. Phần lớn các cư dân sống trong các làng Mjøndalen, Krokstadelva, Solbergelva, và Steinberg.
Con sông chảy qua Drammenselva đô thị Nedre Eiker. Đây là một trong những con sông lớn nhất ở Na Uy, với một dòng chạy từ Tyrifjorden ở phía bắc đến Drammensfjord ở phía nam.